# Mario Beccaria
Mario Beccaria, né le 18 juin 1920 à Sant'Angelo Lodigiano et mort le 22 novembre 2003, est un homme d'État italien, dirigeant de la Démocratie chrétienne et député des Ve et VIe législatures.

## Biographie
Né à Sant'Angelo Lodigiano le 18 juin 1920, durant les années 1950, Mario Beccaria est membre du conseil d’administration de l'association de bienfaisance Amundis, qui avait la tâche de valoriser les chanteurs et musiciens locaux. Il est élu en 1966 premier président du Conseil régional de Milan.
Il est maire de sa ville de 1960 à 1964, puis député de la Ve législature (1968-1972) et de la VIe législature (1972-1976).
Il meurt le 22 novembre 2003.  

### Hommage
L'administration municipale de Sant'Angelo Lodigiano l'a honoré d'une rue à son nom,.